# Delfina Merino
Delfina Merino (ur. 15 października 1989) – argentyńska hokeistka na trawie. Srebrna medalistka olimpijska z Londynu.
W reprezentacji Argentyny debiutowała w 2009. Z kadrą brała udział m.in. w mistrzostwach świata w 2010 (tytuł mistrzowski) oraz kilku turniejach Champions Trophy (zwycięstwa w 2009, 2010 i 2012). Występuje w pomocy lub ataku.